# Nemere (vitorlázógép)

A Nemere háromnézeti rajza

A Nemere egy 1936-ban készült együléses teljesítmény-vitorlázógép. A repülőgépet Rotter Lajos tervezte Samu Béla segítségével. A kivitelezés Hehs Ákos irányításával Székesfehérváron történt. Az első felszállásra július 25-én került sor. A repülőgép a HA 4001 lajstromjelet kapta.
A Nemerét az 1936-os berlini olimpia mellett szervezett vitorlázórepülő-bemutatóra készítették. A bemutató rendkívül sikeres volt: 1936. augusztus 12-én Rotter az új géppel Berlinből Kielbe, a vitorlás versenyszámok helyszínére repült, és ez a 3 óra 53 perc alatt végrehajtott 326,5 kilométeres távrepülés az év leghosszabb távrepülése volt.
Az olimpia után a gép a hármashatárhegyi repülőtérre került, ahol 1937-ben egy felszállás során megsérült. A sérüléseket az Aero Ever esztergomi telepén javították ki, és itt egyúttal kisebb átalakításokat is végeztek a Nemerén. A gép a háború során kisebb sérüléseket szenvedett, amelyeket Diósgyőrben hoztak helyre. Ezt követően a gép a Budaörsi repülőtérre került, majd 1948-ban a politikai ideológia áldozata lett. Előbb elégették, majd a fémalkatrészeinek maradványait beolvasztották, valamint elrendelték az összes tervrajz megsemmisítését. Az indoklás az volt, hogy a gép „Hitlernek pózolt” az 1936-os kieli bemutatón. Csak a tervező feleségnek a halála után került elő a gép egyetlen fennmaradt tervrajza, maga Rotter abban a tudatban halt meg, hogy az összeset megsemmisítették.

## Szerkezeti kialakítása
A Nemere együléses, vállszárnyas, teljesen zárt törzsű vitorlázó repülőgép volt. A szárny két részből állt és csapszegekkel kapcsolódott a mintegy egy méter szélességű szárnycsonkhoz. A pilótafülkét hátrafelé nyíló, szükség esetén ledobható plexitető borította; ehhez volt rögzítve a gumiszivacsba ágyazott műszerfal, valamint a sebességmérő Pitot-csöve is. Leszálláskor a gép a pilótafülke alatti csúszótalpon, illetve egy rugóacélból készült farokcsúszón ért földet, de a felszálláskor a kisebb ellenállás érdekében a törzs első része alá egy, az elemelkedés után leoldható kerék-pár került.
A Nemere sajátossága volt az állítható középhelyzetű csűrő. A pilóta repülés közben a csűrőket le tudta engedni. Ez a csűrők működését nem befolyásolta, viszont megváltoztatta a szárny íveltségét. 

## Műszaki jellemzők

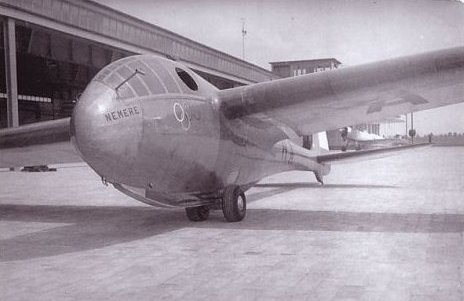
A „Nemere”

- Tömeg: 340 kg
- Hasznos terhelés: 100 kg
- Fesztáv: 20 m
- Szárnyfelület: 23 m²
- Legjobb siklószám: 26
- Legkisebb merülősebesség: 0,63 m/s

## Újjáépítés
Az Albatrosz Repülő Egyesület és a Régi Magyar Vitorlázórepülő Sportalapítvány 2016-ban közös projektet indított a Nemere újjáépítésére. A cél az, hogy Rotter megkerült tervrajza alapján az egyedi teljesítmény-vitorlázórepülőgépből egy új, az eredetivel megegyező, repülni képes példányt építsenek.